# Hostnik
Hostnik je literarni lik bajke Divji mož, hostni mož, hostnik, iz dela Bajke in povesti o Gorjancih Janeza Trdine.

## Vsebina
Bajka pripoveduje o različnih divjih možeh, ki jih je srečeval na svojih popotovanjih po Dolenjski:
Najprej opiše zgodbo o starem Logarju, ki je živel na Gorjancih, med Podgradom in Ljubnim, sredi gozda Rasno. Neko noč je vihar blizu Logarjeve koče podrl najlepše bukve. Logarju je bilo zelo žal za ta lepa drevesa in je šel sadit nova. Tam se mu prvič prikaže velikan, ki pravi, da je divji mož ter njegov prijatelj. Tako je od takrat naprej njegovo družino hostnik vedno spremljal v gozdu, da se ne bi izgubili. Varoval jih je nesreče, dokler se mu Logar ni zameril, ko je cepil drobnico. Divji mož se mu je maščeval. Leta sreče so se tedaj spremenila v nesrečo, spet je postal reven, toča mu je uničila pridelek in sin se mu je izgubil v gozdu.
Naslednja zgodba govori o hostniku, ki se v gozdu prikaže dvema gospodoma, ki se vračata iz krčme. Ugotovila sta, da je bil verjetno zaljubljen, ker si je med potjo prepeval razne pesmi.
Tretji hostnik je živel v jazbini, kamor sta nekega dne prišli dve dekleti, Katra in Lenka. Katra se je zaljubila vanj. Ker to ni bilo nikomur všeč, se je odselila in se poročila z drugim.
Zadnja zgodba opisuje hostnika, ki je bil poročen. Žena mu je v jazbini, kjer sta živela, vsak dan kuhala žgance. Nekoč se je mimo sprehajal kočevski krošnjar in ker ni imel kaj početi, je v njuno jazbino začel metati kamenje. Pri tem je divji ženi izbil iz rok kuhalnico, kar je divjega moža tako razjezilo, da ga je močno pretepel. V tistih krajih naj bi še danes svarili mlade može, naj ne mečejo kamenja v jazbino.

## Opis literarnega lika
Hostnik je bil kosmat velikan z veliko brado, ki so ga ljudje srečevali v gozdu. Nerad se je pogovarjal z njimi. Najraje se je igral z divjačino, domača žival pa se mu je gnusila. Bal se je tudi hiš, polj in vrtov.